# Léon-François Hoffmann
Pour les articles homonymes, voir Hoffmann.
Léon-François Hoffmann, né le 11 avril 1932 à Paris et mort le 25 mai 2018 à Princeton, New Jersey, est un écrivain, spécialiste de la littérature et de la culture d'Haïti.

## Biographie
Après des études à l'université Yale, Léon-François Hoffmann obtient un Ph.D. en 1959 et devient enseignant à l'université de Princeton l'année suivante.
Il publie d'abord des manuels de français, comme l'Essentiel de la grammaire française et le Français en français, avant de se consacrer à l'histoire de la littérature romantique en France, supervisant notamment l'édition du roman Georges, d'Alexandre Dumas père, et de la pièce de théâtre Toussaint Louverture, d'Alphonse de Lamartine.
Professeur de littératures française et haïtienne, Léon-François Hoffman s'est rapidement imposé comme un spécialiste de la culture et de la littérature haïtiennes. Son ouvrage le plus célèbre, le Nègre romantique, a été couronné par l'Académie française. En 2003, Léon-François Hoffmann a coordonné l'édition des Œuvres complètes de Jacques Roumain.

## Œuvres
Liste non exhaustive
- Le Nègre romantique : personnage littéraire et obsession collective, Paris, Payot, 1973, prix Alfred-Née de l’Académie française en 1974.
- Le Roman haïtien, Sherbrooke, Naaman, 1982.
- Répertoire géographique de La Comédie humaine de Balzac, Paris, José Corti, 2 vol. : I. L'Étranger, 1965; II. La Province, 1968.
- Haïti : couleur croyances, créole, 1989.
- Haïti : lettres et l'être, 1992.
- Littérature d'Haïti, Vanves, EDICEF, 1995.
- Faustin Soulouque d'Haïti : dans l'histoire et la littérature, Paris, L'Harmattan, 2007.
- Haïti 1804 lumières et ténèbres : impact et résonances d'une révolution, Madrid, Iberoamericana ; Frankfurt am Main, Vervuert, 2008.